# Hexafluoraceton
Hexafluoraceton (zkráceně HFA) je organická sloučenina se vzorcem (CF3)2CO, patřící mezi fluorované ketony. Je odvozena od acetonu nahrazením všech šesti vodíkových atomů atomy fluoru. Jedná se o bezbarvý hygroskopický nehořlavý a velmi reaktivní plyn s plesnivým zápachem.
Nejčastěji se nachází ve formě seskvihydrátu (·1,5 H2O), který je sám hemihydrátem hexafluoropropan-2,2-diolu, patřícího mezi geminální dioly.

## Výroba a příprava
Průmyslově se hexafluoraceton vyrábí reakcí hexachloracetonu s kyselinou fluorovodíkovou:
(CCl3)2CO + 6 HF → (CF3)2CO + 6 HCl
V laboratoři jej lze získat dvoustupňovou syntézou z hexafluorpropenu, který v prvním kroku reaguje za přítomnosti fluoridu draselného s elementární sírou za vzbiku 1,3-dithietanu [(CF3)2CS]2. Tato látka se následně oxiduje jodičnanem na hexafluoraceton.

## Použití
Hexafluoraceton se používá na výrobu hexafluor-propan-2-olu následující reakcí:
(CF3)2CO + H2 → (CF3)2CHOH
Také slouží jako prekurzor dalších sloučenin, kterými jsou:
- hexafluorisobuten, (CF3)2C=CH2, monomer.[3]
- midaflur
- bisfenol AF
- 4,4′-(hexafluorisopropyliden)diftalanhydrid

## Reaktivita

Hexafluoroacetonimin je vzácným případem primárního ketiminu, který je stabilní.

Hexafluoraceton je elektrofilní látka, nukleofily s ním reagují na karbonylovém uhlíku. Ve vodě se vyskytuje převážně ve formě hydrátu. Rovnovážná konstanta tvorby geminálního diolu je přibližně 106, zatímco u acetonu má hodnotu asi 10−3. Hydráty hexafluoracetonu jsou kyselé povahy. Adicí amoniaku na hexafluoraceton vzniká poloaminal (CF3)2C(OH)(NH2), který lze dehydratovat fosforylchloridem za vzniku iminu (CF3)2C=NH.